# حكة فرجية
الحكة الفرجية (بالإنجليزية:Pruritus vulvae) هي عبارة عن حكة في فرج المرأة، وتعتبر النظير للحكة الصفنية. قد تحدث نتيجة أسباب عديدة. اختبار الرقعة قد يستخدم لتشخيص السبب.

## الأسباب
الحكة الفرجية ما هي إلا عرض لمرضٍ ما أكثر من كونها هي المرض الأساسي. تهيج الفرج يمكن أن يكون سببه أي رطوبة على الجلد. قد تكون هذه الرطوبة من العرق، البول، الإفرازات المهبلية أو كميات صغيرة من البراز. قد يكون سببها التهابات مهبلية، التهاب الفرج، فيروس الورم الحليمي البشري ، سلس البول، مرض بوين، أو المهيجات الغذائية (الكافيين والطماطم والفول السوداني).
العلاج بالمضادات الحيوية يمكن أن يؤدي إلى عدوى الخميرة وتهيُّج الفرج. بعض الأمراض تزيد من إمكانية حدوث عدوى الخميرة، مثل داء السكري.
الالتهابات المزمنة في الفرج تهيئ من احتمالية حدوث تغييرات مُحْتَمَلُة التَّسَرْطُن أو تغييرات خبيثة.